# Djurfotografering

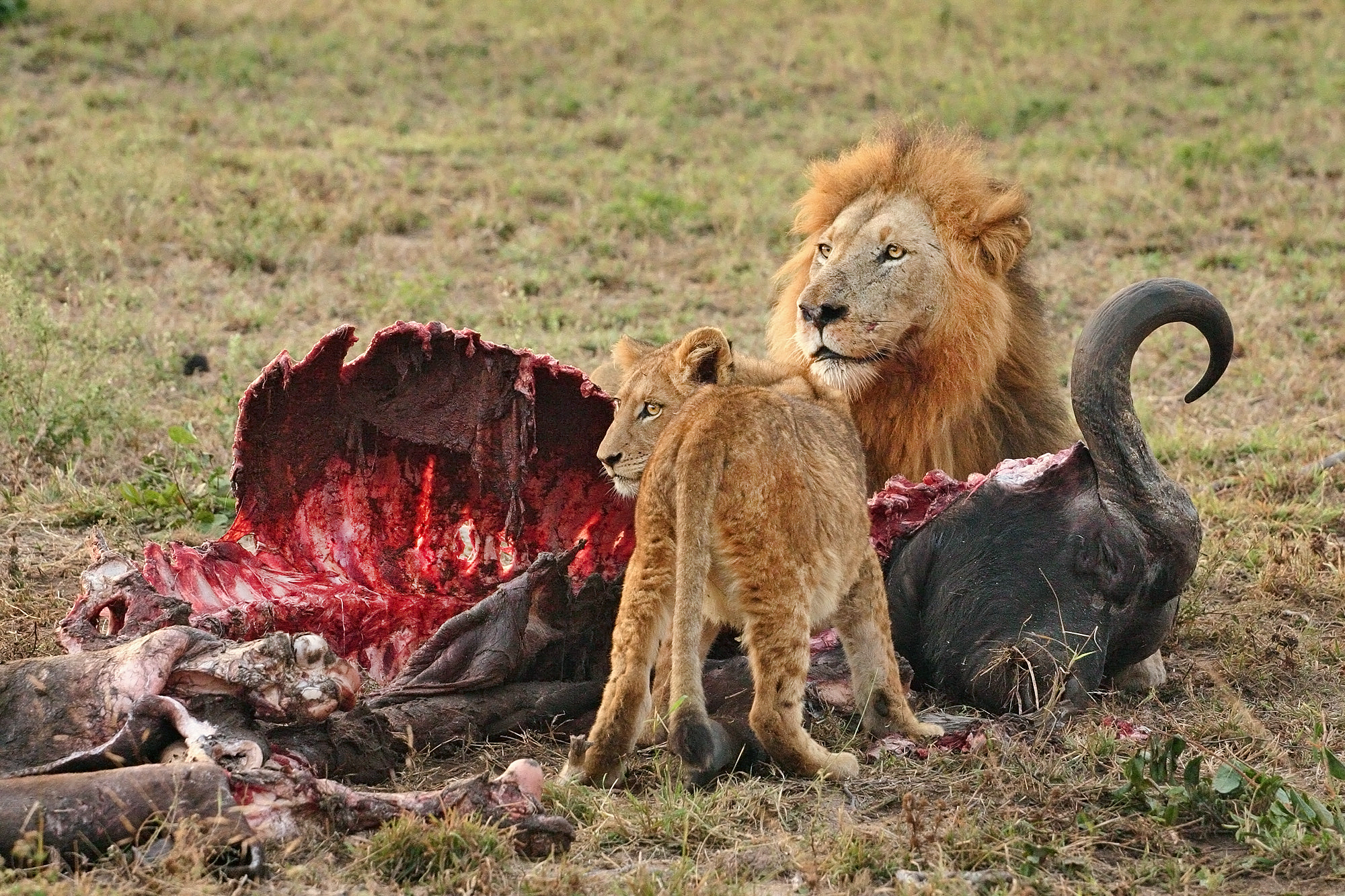
Lejon som äter en Afrikansk buffel.

Djurfotografering, att ta bilder av djur, delas av fotografer in i två delvis antagonistiska skolor. Den ena gruppen föredrar att fotografera djur i vilt tillstånd, medan den andra tar hjälp av djurparker och forskningsstationer, dessa fotografer arrangerar möten mellan djur som i princip är helt omöjliga uppleva. Som exempel, en filmsekvens där två skallerormar möts där den ena arten har som specialitet att jaga den andra.
Fotografering av djur och fåglar kräver ofta gömsle som kan vara ett litet tält med kamouflagefärg eller kan ske med en riggad obemannad anordning till exempel en trampkontakt eller infraröd värmesensor som utlöser kameran.